# Polumgla
Pour plus de détails, voir Fiche technique et Distribution.
Polumgla (en russe : Полумгла) dont le titre signifie Semi brouillard est un film dramatique russe sur la seconde guerre mondiale, réalisé par Artiom Antonov et sorti en 2005.

## Synopsis
Le film présente les relations complexes entre des prisonniers de guerre allemands et les Russes d'un petit village soviétique pendant l'hiver 1944. le village est surtout habité par des femmes dont certaines déjà veuves de guerre car presque tous les hommes ont été mobilisés et seuls sont présents de très rares hommes estropiés par la guerre.
Un jeune lieutenant de l'armée russe, Grigori Anokhin (Youri Tarassov), n'a plus la santé psychologique pour retourner au front "casser du fasciste". Traumatisé par la vision du massacre de ses camarades, il porte en lui une haine envers les Allemands et il s'est adonné à la boisson. Il se voit affecté à la garde d'une quinzaine de prisonniers allemands qui doivent construire une tour de radio devant servir de balise pour les avions. Malgré ses mauvaises dispositions, et les difficultés de communications entre deux langues différentes, la coexistence commence à s'installer. Mais après plusieurs semaines alors que la tour est achevée, arrive l'équipage d'un char qui confirme l'inutilité du projet de tour radio étant donné l'avance soviétique rapide plus à l'ouest : les prisonniers allemands sont donc des bouches inutiles à nourrir et sont emmenés à l'écart et exécutés. Le héros ne peut s'y opposer.
Il est impossible de savoir si le scénario est inspiré de faits réels mais le film est un chef-d'œuvre. Il traite d'une façon à la fois tendre et cruelle la dualité et l'ambiguïté de l'âme humaine en particulier en temps de guerre lorsque l'homme est déchiré entre la haine de l'envahisseur et la compassion envers l'ennemi vaincu et déchu. Il est une histoire proche d'un conte moral où la présence même de la religion très présente parmi les paysans redonne espoir dans l'humanité.

## Fiche technique
- Titre : Polumgla ou Twilight en français Polumgla signifie semi brouillard en référence aux sentiments mitigés des Russes victimes des atrocités nazies qui voient devant eux des hommes qui pourraient être leurs bourreaux et qui inspirent en eux la compassion.
- Réalisation : Artiom Antonov
- Scénario : Igor Bolgarine, Viktor Smirnov
- Musique: Andreï Antonenko
- Production : Igor Kalionov, Aleksandr Rodnianski pour Nikola Film, TV CTC.
- Genre : Guerre
- Durée : 100 min
- Date de sortie : 2005

## Distribution
- Youri Tarassov : Grigori Anokhin
- Serguéï Gryaznov : Chumachenko
- Anastassia Cheveleva : Palachka
- Martin Jackovski : Hans
- Lidia Bairachevskaïa : Feonia
- Christian Sengewald : Peter
- Natalia Bourmistrova : Evdokia
- Vitali Kovalenko : Mitrofan
- Kira Kreiliss-Petrova : Lukeria
- Evgeni Merkurev : le vieux Severianych
- Aleksandr Stekolnikov : opérateur radio
- Nikolaï Spiridonov : Kechka
- Anatoli Gorin : Ignachka, l'invalide
- Vladimir Kolesnikov : guarde
- Johannes Rapp : Capitaine Bulbach
- Nikita Loginov : guarde
- Aleksandr Balsanov : Vitka le marin
- Ekaterina Frolova : infirmière
- Margarita Ivanova